# Michal Chudík
Michal Chudík (Polomka, 29 settembre 1914 – Praga, 24 aprile 2005) è stato un politico, diplomatico e scrittore slovacco, presidente del Consiglio nazionale slovacco. Appartenne al Partito Comunista Slovacco, fu deputato all'Assemblea nazionale della Repubblica cecoslovacca dopo il Colpo di stato del febbraio del 1948 e alla Camera del popolo dell'Assemblea federale, membro del Consiglio dei commissari.

## Biografia
Nel 1931 studiò alla Scuola maschile Baťa di Zlín, nel 1937 completò un corso della guardia di finanza a Bratislava. Dopo aver esercitato vari mestieri fra il 1930 e il 1934, fra il 1934 e il 1936 prestò servizio nell'esercito cecoslovacco. Dal 1937 al 1946 fu membro del guardia di finanza a Bratislava e in altri luoghi della Slovacchia.
Nel 1951 si è diplomato presso la scuola del Partito Comunista Cecoslovacco a Praga. Ricoprì importanti incarichi nel Partito Comunista Slovacco e Cecoslovacco. Fra il 1946 e il 1968, fu membro del Comitato Centrale del Partito Comunista Slovacco. Negli anni 1957-1968, fu anche membro della presidenza del Partito Comunista Slovacco (rispettivamente l'ufficio del KSS). All'XI congresso generale del Partito Comunista Cecoslovacco fu votato membro del Comitato centrale del partito e fu confermato in carica dal XII e XIII congresso generale. Dal marzo 1964 all'aprile 1968 è stato anche membro della presidenza del Comitato centrale del Partito Comunista Cecoslovacco.
Sulla base dei risultati delle elezioni parlamentari del 1946, fu eletto al Consiglio nazionale slovacco. Fu rieletto nelle elezioni del 1948. Dopo le elezioni del 1954, fu eletto all'Assemblea nazionale per il Partito Comunista Slovacco nella circoscrizione di Zlaté Moravce. Fino all'aprile 1958 era solo un membro supplente, divenne membro effettivo dopo la morte del deputato Marek Čulen. Rimase in carica fino alla fine della legislatura, vale a dire fino alle elezioni del 1960.
Alle elezioni del 1960 fu eletto nel Consiglio nazionale slovacco.
Tornò al Parlamento cecoslovacco dopo le elezioni del 1964, come membro dell'Assemblea nazionale della Repubblica Socialista Cecoslovacca per la regione della Slovacchia Centrale.
Ebbe vari incarichi di governo: dal 1948 al 1949 fu commissario per l'alimentazione e gli approvvigionamenti e dal 1955 al 1963 commissario per l'agricoltura (dal 1955 al 1956 fu anche vicepresidente del consiglio dei commissari). Dal 1949 al 1955 ricoprì la carica di presidente del Consiglio regionale di Košice. Negli anni 1963-1968 fu presidente del Consiglio nazionale slovacco. Questa carica faceva parte di un più ampio ricambio generazionale, dopo che Viliam Široký ebbe abbandonato le posizioni di vertice. Come presidente del parlamento slovacco, era anche d'ufficio membro del governo cecoslovacco (presieduto da Jozef Lenárt) con il titolo di "Ministro - Presidente del Consiglio nazionale slovacco". Fu insignito dell'Ordine della Repubblica nel 1964.
Nel 1960, prese parte alla negoziazione di una nuova Costituzione per la Repubblica socialista cecoslovacca, che limitava i poteri degli organi slovacchi. Presentò le sue osservazioni sulla Costituzione alla sessione plenaria del Comitato centrale del Partito comunista. Era uno dei sostenitori di Antonín Novotný e del centralismo cecoslovacco. Nel 1964, per volere di Novotný, impedì a Gustáv Husák, un importante politico comunista slovacco, di tornare alla vita pubblica dopo essere stato incarcerato a seguito di processi politici e scelto dal Fronte Nazionale come candidato per le elezioni dell'Assemblea nazionale del 1964. Ancora nel dicembre del 1967, poco prima che Novotný venisse rimosso dalla posizione di primo segretario del Comitato centrale del Partito comunista, Chudík era suo alleato ed era l'unico membro del Comitato centrale del Partito comunista a sostenere la proposta di Novotný di espellere Alexander Dubček dal Partito comunista slovacco. Dopo l'era Novotný, Chudík dovette affrontare critiche in Slovacchia come parte dell'inizio del processo di riforma. Nel gennaio 1968, cercò anche di frenare le tendenze nel Consiglio nazionale slovacco di sollevare la questione dell'ordine costituzionale della Cecoslovacchia. Nel febbraio del 1968, fu criticato in una riunione della presidenza del Consiglio nazionale slovacco. Nel marzo 1968, Chudík inviò al Consiglio nazionale slovacco le sue dimissioni dalla presidenza. Tuttavia, la lettera di dimissioni non fu accettata, ma il Consiglio nazionale slovacco lo rimosse dall'ufficio di sua iniziativa.
La sua carriera è continuata anche dopo l'invasione della Cecoslovacchia da parte delle truppe del Patto di Varsavia e sotto la normalizzazione. Dopo la federalizzazione della Cecoslovacchia, sedette nella Camera del popolo dell'Assemblea federale, dopo essere stato eletto nel 1969 nella circoscrizione elettorale di Poltár. Tuttavia, non ha incise più in modo significativo della vita politica. Lo storico Jan Rychlík lo vede come un esempio dei destini politici dei seguaci di Antonín Novotný dopo il 1969. La maggior parte di essi rimase solo a livello di membri ordinari del Partito comunista o a livelli inferiori dell'amministrazione statale. Negli anni 1968-1971, Chudík fu direttore della proprietà statale di Vrakún. Quindi ebbe incarichi diplomatici. Dal 1971 al 1976 fu ambasciatore in Bulgaria e dal 1976 al 1979 fu ambasciatore a Cuba e in Guyana. Dopo si ritirò in pensione, vivendo a Praga.
Si occupò anche di giornalismo e letteratura. I suoi primi racconti furono pubblicati negli anni 1940. La sua prima opera fu il libro Tatranskí orli ("Le aquile dei Tatra") nel 1946. Scrisse una raccolta di racconti Mária (1977) e i romanzi Polomy ("Schianti") (1984), Hámornícky chlieb ("Il pane della fucina") (1988) e Žeravé dedičstvo ("Eredità rovente") (1991). È anche autore di racconti ambientati nei boschi, come Hora znova dýcha životom ("La montagna respira di nuovo alla vita") (1985). Scrisse infine i libri per bambini Silvestrovská fujavica ("La bufera di San Silvestro") (1978) e Nezbedníci ("Birichini") (1984).